# Dicladispa palmata
Dicladispa palmata là một loài bọ cánh cứng trong họ Chrysomelidae. Loài này được Uhmann miêu tả khoa học năm 1961.